# Київська Русь (жіночий футбольний клуб)
ЖФК «Київська Русь» — український жіночий футбольний клуб з Києва, заснований у 1998 та розформований у 2001 році. Бронзовий призер чемпіонату України (2000).

## Історія клубу
Жіночий футбольний клуб «Київська Русь» було створено у 1998 році за ініціативи відомого тренера жіночих колективів Володимира Гусара. Підтримку команді надавала Подільська районна адміністрація столиці в особі її голові Григорія Романюка. У 1999 році «Київська Русь» дебютувала у вищій лізі чемпіонату України, однак її виступ виявився вкрай невдалим — команда поступилася в усіх 11 поєдинках, пропустивши 86 м'ячів при двох забитих. Наступний сезон через брак коштів в усьому українському жіночому футболі виявився дещо зім'ятим — команди, розбиті на дві підгрупи, відіграли лише перше коло, після чого було прийняте рішення проводити одразу фінальну «пульку». В зв'язку з тим, що полтавська «Юність» завчасно знялася зі змагань, футболісткам «Київської Русі» вдалося здобути «бронзу» навіть поступившись у обох поєдинках плей-оф. Напередодні сезону 2001 року команда втратила спонсорську підтримку і, зрештою, так і не змогла подолати груповий етап чемпіонату, посівши у своїй підгрупі лише третє місце. По закінченні сезону клуб було розформовано.

## Досягнення
- Бронзовий призер чемпіонату України (1): 2000

## Статистика виступів
| Сезон | Ліга (назва) | Місце   | Ігор | В | Н | П  | М+ | М- | Очок | Кубок               |
| ----- | ------------ | ------- | ---- | - | - | -- | -- | -- | ---- | ------------------- |
| 1999  | Вища ліга    | 4 з 4   | 11   | 0 | 0 | 11 | 2  | 86 | 0    | інформація відсутня |
| 2000  | Вища ліга    | 3 з 8   | 5    | 2 | 0 | 3  | 13 | 8  | 6    | інформація відсутня |
| 2001  | Вища ліга    | 5-6 з 8 | 6    | 2 | 0 | 4  | 15 | 22 | 6    | інформація відсутня |